# Hyperdrive (sciencefiction)
Hyperdrive is de fictieve naam die wordt gegeven aan de theorie (en praktische uitwerkingen ervan) om sneller te reizen dan het licht, gebruikt in diverse sciencefictionverhalen.
Door hyperdrive te gebruiken komt men in de meeste verhalen in iets terecht wat vaak Hyperspace wordt genoemd: een andere dimensie waar men enorme afstanden kan afleggen in een enorm korte tijd.

## Zie meer
- De hyperdrive in Star Wars